# هيذرز
هيذرز (بالإنجليزية: Heathers)‏ هو فيلم كوميديا سوداء أمريكي صدر سنة 1988 من إخراج مايكل ليمان وتأليف دانيال ووترز. الفيلم من بطولة وينونا رايدر وكريستين سلاتر وشانين دوهيرتي. الفيلم يتمحور حول فيرونيكا، التي هي جزء عصبة فتيات مشهورات في مدرسة ثانوية في أوهايو، حياتها تتغير عندما تلقتي بالشاب الثائر جيسون دين.
الفيلم جلب للمخرج مايكل ليمان والمنتجة دينيس دي نوفي جائزة الروح المستقلة لأفضل أول فيلم. المؤلف دانيل ووترز أيضاً، كسب اهتمام على نصه، الذي أكسبه جائزة إدغار سنة 1990. على الرغم من الاستقبال الحار من النقاد، الفيلم لم ينجح في شبابيك التذاكر الأمريكية، لكنه أصبح له قاعدة جماهيرية، مع مبيعات وإيجارات الفيلم على أشرطة فيديو. في 2006، وضعته انترتينمنت ويكلي في المركز الخامس ضمن قائمتها الخاصة ب«أفضل 50 فيلم عن المدرسة الثانوية»، وفي 2008، صنف في المركز 412 على قائمة إمباير «أعظم 500 فيلم على الإطلاق».

## طاقم التمثيل
- وينونا رايدر بدور فيرونيكا سوير
- كريستين سلاتر بدور جيسون دين «جي دي»
- شانين دوهيرتي بدور هيذر دوك
- ليزان فولك بدور هيذر ماكنمارا
- كيم والكر بدور هيذر تشاندلر

### رأي النقاد
تلقى الفيلم مديح كبير من النقاد والجمهور على حد سواء. الفيلم حصل على تقييم 95% على موقع الطماطم الفاسدة، بناءً على 43 مراجعة، مع متوسط تقييم 7.8/10. ميتاكريتيك أعطى الفيلم 73 من 100 بناءً على 19 مراجعة نقدية.

## وصلات خارجية
- هيذرز على موقع IMDb (الإنجليزية)
- هيذرز على موقع ميتاكريتيك (الإنجليزية)
- هيذرز على موقع روتن توميتوز (الإنجليزية)
- هيذرز على موقع نتفليكس (الإنجليزية)
- هيذرز على موقع قاعدة بيانات الأفلام العربية
- هيذرز على موقع ألو سيني (الفرنسية)
- هيذرز على موقع Turner Classic Movies (الإنجليزية)
- هيذرز على موقع أول موفي (الإنجليزية)
- هيذرز على موقع بوكس أوفيس موجو (الإنجليزية)
- هيذرز على موقع فيلمافينيتي (الإسبانية)